# For Emma, Forever Ago
For Emma, Forever Ago (en español: Para Emma, por siempre) es el álbum de estudio debut de la banda estadounidense de indie folk Bon Iver, publicado de manera independiente en julio de 2007, y posteriormente relanzado por el sello Jagjaguwar en febrero de 2008.
El álbum fue grabado durante la convalecencia de Justin Vernon, quien enfermo por mononucleosis e infección hepática se retiró a la cabaña de caza de su padre en Wiscousin, para poder estar solo y dedicarse a su música. La forma de composición de Vernon fue escribir las letras basándose en la sensación que le daban las melodías y su propio subconsciente. Cazando su propia comida, Vernon no tenía intenciones de grabar el álbum, pero fue motivado por sus amigos y familia.
Terminado el álbum firmó con Jagjaguwar para distribuir el álbum, luego de varias presentaciones y exposición pública del disco. El disco se convirtió en el más vendido de Jagjaguwar y supuso el éxito como compositor para Vernon, quien obtuvo varios discos de oro y platino por las ventas del álbum.
En 2020 se lo incluyó en la lista de los 500 mejores álbumes de todos los tiempos de la revista Rolling Stone, en el puesto 461.

## Lista de canciones
Todas las canciones escritas y compuestas por Justin Vernon. 
| N.º   | Título                      | Duración |  |
| 1.    | «Flume»                     | 3:40     |  |
| 2.    | «Lump Sum»                  | 3:20     |  |
| 3.    | «Skinny Love»               | 4:00     |  |
| 4.    | «The Wolves (Act I and II)» | 5:22     |  |
| 5.    | «Blindsided»                | 5:30     |  |
| 6.    | «Creature Fear»             | 3:06     |  |
| 7.    | «Team»                      | 1:56     |  |
| 8.    | «For Emma»                  | 3:40     |  |
| 9.    | «re: Stacks»                | 6:40     |  |
| 37:14 |                             |          |  |

| iTunes bonus track |             |          |  |
| N.º                | Título      | Duración |  |
| 10.                | «Wisconsin» | 5:24     |  |
| 42:38              |             |          |  |

## Certificaciones
| País (Certificador) | Certificación | Ventas certificadas |
| --- | ------------- | ------------------- |
| Dinamarca (IFPI Dinamarca)                                                                                               | 2× Platino    | 40 000*             |
| Estados Unidos (RIAA) | Platino       | 1 000 000           |
| Reino Unido (BPI) | Platino       | 300 000*            |
| ^cifras de envíos basadas únicamente en la certificación xcifras no especificadas basadas únicamente en la certificación |               |                     |